# Necydalis ulmi
Necydalis ulmi (лат., возможное русское название — короткокрыл ильмовый) — вид жуков-усачей из подсемейства Necydalinae. 

## Описание
Жук длиной от 18 до 35 мм. Встречается с июня по август.
Окраска жуков довольно изменчива, изменчива и скульптура надкрылий. Известны одна типичная форма, два вариетета и две аберрации, все они отличаются друг от друга окраской отделов тела и волосков, покрывающих тело.

## Распространение
Ареал вида: Центральная и Южная Европа, Кавказ и Закавказье.

## Экология и местообитания
Обитают в широколиственных лесах, рощах, садах. Личинки развиваются внутри стволов старых и больных лиственных деревьев, в том числе дуб, бук, вяз, конский каштан, граб, каркас, липа, ясень, тополь, ива, и орех.

## Синонимы
В синонимику вида входят следующие биномены:
- Molorchus abbreviatus Panzer, 1797 nec Fabricius, 1775
- Molorchus annulatus Petagna, 1819
- Necydalis annulata (Petagna) Costa, 1855
- Necydalis hadullai Szallies, 1994
- Necydalis mesembrina Plavilstshikov, 1936
- Necydalis panzeri Harold, 1876